# Grand Prix Championship Series
Championship Series est l’appellation donnée en 1970 a une série de tournois de tennis masculin. Ces tournois proviennent des circuits Grand Prix et World Championship Tennis, qui disparurent en 1990 pour laisser place à l'ATP World Tour. 

## Tournois principaux
Les neufs tournois principaux sont les ancêtres des tournois appelés Masters 1000. En 1970, ils étaient, après les Grand Chelem et le Masters Grand Prix (nom donné lors de la 1re édition des Masters de fin d'année), les tournois les plus importants en termes de dotation ($) ou points au classement technique.
En 1970 les neuf tournois principaux sont : Johannesburg, Los Angeles, Monte-Carlo, Rome, Londres, Boston, Stockholm, Philadelphie et Sydney. En 1972, Montréal remplace Londres et Las Vegas succède à Philadelphie. En 1973, le tournoi du Canada se tient à Toronto.
En 1974, Indianapolis remplace Los Angeles. En 1975, Washington succède à Johannesburg.
En 1976, les neufs tournois principaux sont : Washington, Indianapolis, Monte-Carlo, Rome, Londres, Boston, Stockholm, Philadelphie et Las Vegas. 
En 1978, les neufs tournois principaux sont : Hambourg, Tōkyō, Monte-Carlo, Rome, Montréal, Londres, Stockholm, Philadelphie et Las Vegas. En 1979, le tournoi du Canada se tient à Toronto. 
En 1981, les neufs tournois principaux sont : Tōkyō, Monte-Carlo, Rome, Montréal, Cincinnati, Hambourg, Londres, Philadelphie et Las Vegas. Les années paires, le tournoi du Canada se tient à Toronto et les années impaires à Montréal. En 1982, Forest Hills  succède à Las Vegas. En 1985, Stockholm remplace Londres. En 1986, Miami succède à Forest Hills. En 1987, Indian Wells succède à Philadelphie. Enfin, en 1989, Paris remplace Tōkyō.
En 1990, lorsque l'ATP absorba les autres circuits, l'appellation devint ATP Championship Series, Single Week en gardant la même importance au sein du circuit que depuis sa création en 1970.

### Palmarès

#### En simple
|      | Johannesburg     | Los Angeles                                       | Monte-Carlo        | Rome             | Londres        | Boston               | Stockholm            | Philadelphie    | Sydney          |
| ---- | ---------------- | ------------------------------------------------- | ------------------ | ---------------- | -------------- | -------------------- | -------------------- | --------------- | --------------- |
| 1970 | Laver (1/9)      | Laver (2/9)                                       | Franulović (1/1)   | Năstase (1/7)    | Laver (3/9)    | Roche (1/1)          | Smith (1/4)          | Laver (4/9)     | Laver (5/9)     |
| 1971 | Rosewall (1/2)   | Gonzales (1/1)                                    | Năstase (2/7)      | Laver (6/9)      | Năstase (3/7)  | Rosewall (2/2)       | Ashe (1/2)           | Newcombe (1/2)  | Dent (1/1)      |
|      | Johannesburg     | Los Angeles                                       | Monte-Carlo        | Rome             | Canada         | Boston               | Stockholm            | Philadelphie    | Las Vegas       |
| 1972 | Richey (1/1)     | Smith (2/4)                                       | Năstase (4/7)      | Orantes (1/6)    | Năstase (5/8)  | Lutz (1/1)           | Stan Smith (3/4)     | Laver (7/9)     | Newcombe (2/2)  |
|      | Johannesburg     | Los Angeles                                       | Monte-Carlo        | Rome             | Canada         | Boston               | Stockholm            | Philadelphie    | Las Vegas       |
| 1973 | Connors (1/17)   | Connors (2/17)                                    | Năstase (6/7)      | Năstase (7/7)    | Okker (1/1)    | Connors (3/17)       | Gorman (1/1)         | Smith (4/4)     | Gottfried (1/1) |
| 1974 | Connors (4/17)   | Connors (5/17)                                    | Pattison (1/1)     | Borg (1/15)      | Vilas (1/8)    | Borg (2/15)          | Ashe (2/2)           | Laver (8/9)     | Laver (9/9)     |
|      | Washington       | Los Angeles                                       | Monte-Carlo        | Rome             | Canada         | Boston               | Stockholm            | Philadelphie    | Las Vegas       |
| 1975 | Vilas (2/8)      | Orantes (2/6)                                     | Orantes (3/6)      | Ramírez (1/2)    | Orantes (4/6)  | Borg (3/15)          | Panatta (1/2)        | Riessen (1/1)   | Tanner (1/2)    |
|      | Washington       | Indianapolis                                      | Monte-Carlo        | Rome             | Londres        | Boston               | Stockholm            | Philadelphie    | Las Vegas       |
| 1976 | Connors (6/17)   | Connors (7/17)                                    | Vilas (3/8)        | Panatta (2/2)    | Connors (8/17) | Borg (4/15)          | Cox (1/1)            | Connors (9/17)  | Connors (10/17) |
| 1977 | Vilas (4/8)      | Orantes (5/6)                                     | Borg (5/15)        | Gerulaitis (1/3) | Borg (6/15)    | Orantes (6/6)        | Mayer (1/1)          | Stockton (1/1)  | Connors (11/17) |
|      | Hambourg         | Tokyo                                             | Monte-Carlo        | Rome             | Canada         | Londres              | Stockholm            | Philadelphie    | Las Vegas       |
| 1978 | Vilas (5/8)      | Borg (7/15)                                       | Raúl Ramírez (2/2) | Borg (8/15)      | Dibbs (1/1)    | John McEnroe (1/19)  | McEnroe (2/19)       | Connors (12/17) | Solomon (1/2)   |
| 1979 | Higueras (1/2)   | Borg (9/15)                                       | Borg (10/15)       | Gerulaitis (2/3) | Borg (11/15)   | McEnroe (3/19)       | McEnroe (4/19)       | Connors (13/17) | Borg (12/15)    |
| 1980 | Solomon (2/2)    | Connors (14/17)                                   | Borg (13/15)       | Vilas (6/8)      | Lendl (1/22)   | McEnroe (5/19)       | Borg (14/15)         | Connors (15/17) | Borg (15/15)    |
|      | Tokyo            | Monte-Carlo                                       | Rome               | Canada           | Cincinnati     | Hambourg             | Londres              | Philadelphie    | Las Vegas       |
| 1981 | Van Patten (1/1) | Connors vs Vilas (Match not finished due to rain) | Clerc (1/1)        | Lendl (2/22)     | McEnroe (6/19) | Peter McNamara (1/1) | Connors (16/17)      | Tanner (2/2)    | Lendl (3/22)    |
|      | Tokyo            | Monte-Carlo                                       | Rome               | Canada           | Cincinnati     | Hambourg             | Londres              | Philadelphie    | Forest Hills    |
| 1982 | McEnroe (7/19)   | Vilas (8/8)                                       | Gómez (1/2)        | Gerulaitis (3/3) | Lendl (4/22)   | Higueras (2/2)       | McEnroe (8/19)       | McEnroe (9/19)  | Lendl (5/22)    |
| 1983 | Lendl (6/22)     | Wilander (1/8)                                    | Arias (1/1)        | Lendl (7/22)     | Wilander (2/8) | Noah (1/2)           | McEnroe (10/19)      | McEnroe (11/19) | McEnroe (12/19) |
|      | Tokyo            | Monte-Carlo                                       | Rome               | Canada           | Cincinnati     | Hambourg             | Stockholm            | Philadelphie    | Forest Hills    |
| 1984 | Connors (17/17)  | Sundström (1/1)                                   | Gómez (2/2)        | McEnroe (13/19)  | Wilander (3/8) | Aguilera (1/2)       | McEnroe (14/19)      | McEnroe (15/19) | McEnroe (16/19) |
| 1985 | Lendl (8/22)     | Lendl (9/22)                                      | Noah (2/2)         | McEnroe (18/19)  | Becker (1/13)  | Mečíř (1/3)          | John McEnroe (17/19) | McEnroe (19/19) | Lendl (10/22)   |
|      | Miami            | Tokyo                                             | Monte-Carlo        | Rome             | Canada         | Cincinnati           | Hambourg             | Philadelphie    | Stockholm       |
| 1986 | Lendl (11/22)    | Becker (2/13)                                     | Nyström (1/1)      | Lendl (12/22)    | Becker (3/13)  | Wilander (4/8)       | Leconte (1/1)        | Lendl (13/22)   | Edberg (1/8)    |
|      | Miami            | Tokyo                                             | Monte-Carlo        | Rome             | Canada         | Cincinnati           | Hambourg             | Indian Wells    | Stockholm       |
| 1987 | Mečíř (2/3)      | Edberg (2/8)                                      | Wilander (5/8)     | Wilander (6/8)   | Lendl (14/22)  | Edberg (3/8)         | Lendl (15/22)        | Becker (4/13)   | Edberg (4/8)    |
| 1988 | Wilander (7/8)   | Becker (5/13)                                     | Lendl (16/22)      | Lendl (17/22)    | Lendl (18/22)  | Wilander (8/8)       | Carlsson (1/1)       | Becker (6/13)   | Becker (7/13)   |
|      | Miami            | Canada                                            | Monte-Carlo        | Rome             | Stockholm      | Cincinnati           | Hambourg             | Indian Wells    | Paris           |
| 1989 | Lendl (19/22)    | Lendl (20/22)                                     | Mancini (1/2)      | Mancini (2/2)    | Lendl (21/22)  | Gilbert (1/1)        | Lendl (22/22)        | Mečíř (3/3)     | Becker (8/13)   |

NB : En 1985 Stockholm a été joué avant le Canada

### Resultats année après année
La liste des vainqueurs et finalistes en simple et double :
| Tournoi          | Vainqueur en simple | Finaliste      | Score                   | Vainqueurs en double       | Finalistes                     | Score                    |
| Johannesburg     | Rod Laver           | Frew McMillan  | 4-6, 6-2, 6-1, 6-2      |                            |                                |                          |
| Los Angeles      | Rod Laver           | John Newcombe  | 4-6, 6-4, 7-6           | Tom Okker Marty Riessen    | Robert Lutz Stan Smith         | 7-6, 6-2                 |
| Monte-Carlo      | Željko Franulović   | Manuel Orantes | 6-4, 6-3, 6-3           | Marty Riessen Roger Taylor | Pierre Barthes Nikola Pilić    | 6-3, 6-4, 6-2            |
| Rome             | Ilie Năstase        | Jan Kodeš      | 6-3, 1-6, 6-3, 8-6      | Ilie Năstase Ion Ţiriac    | William Bowrey Owen Davidson   | 0-6, 10-8, 6-3, 6-8, 6-1 |
| Londres          | Rod Laver           | Cliff Richey   | 6-3, 6-4, 7-5           | Ken Rosewall Stan Smith    | Ilie Năstase Ion Ţiriac        | 6-4, 6-3, 6-2            |
| Boston           | Tony Roche          | Rod Laver      | 3-6, 6-4, 1-6, 6-2, 6-2 | Roy Emerson Rod Laver      | Ismail El Shafei Torben Ulrich | 6-1, 7-6                 |
| Stockholm        | Stan Smith          | Arthur Ashe    | 5-7, 6-4, 6-4           | Arthur Ashe Stan Smith     | Bob Carmichael Owen Davidson   | 6-0, 5-7, 7-5            |
| Philadelphie WCT | Rod Laver           | Tony Roche     | 6-3, 8-6, 6-2           | Ilie Năstase Ion Ţiriac    | Arthur Ashe Dennis Ralston     | 6-4, 6-3                 |
| Sydney           | Rod Laver           | Ken Rosewall   | 3-6, 6-2, 3-6, 6-2, 6-3 | Ken Rosewall Fred Stolle   | Bill Bowrey Roger Taylor       | 6-3, 7-5                 |

| Tournoi          | Vainqueur en simple | Finaliste      | Score                   | Vainqueurs en double     | Finalistes                     | Score                   |
| Johannesburg     | Ken Rosewall        | Fred Stolle    | 6-4, 6-0, 6-4           |                          |                                |                         |
| Los Angeles      | Pancho Gonzales     | Jimmy Connors  | 3-6, 6-3, 6-3           | John Alexander Phil Dent | Frank Froehling Clark Graebner | 7-6, 6-4                |
| Monte-Carlo      | Ilie Năstase        | Tom Okker      | 3-6, 8-6, 6-1, 6-1      | Ilie Năstase Ion Ţiriac  | Tom Okker Roger Taylor         | 1-6, 6-3, 6-3, 8-6      |
| Rome             | Rod Laver           | Jan Kodeš      | 7-5, 6-3, 6-3           | John Newcombe Tony Roche | Andrés Gimeno Roger Taylor     | 6-4, 6-4                |
| Londres          | Ilie Năstase        | Rod Laver      | 3-6, 6-3, 3-6, 6-4, 6-4 | Bob Hewitt Frew McMillan | Bill Bowrey Owen Davidson      | 7-5, 9-7, 6-2           |
| Boston WCT       | Ken Rosewall        | Cliff Drysdale | 6-4, 6-3, 6-0           | Roy Emerson Rod Laver    | Tom Okker Marty Riessen        | 6-4, 6-4                |
| Stockholm        | Arthur Ashe         | Jan Kodeš      | 6-1, 3-6, 6-2, 1-6, 6-4 | Stan Smith Tom Gorman    | Arthur Ashe Robert Lutz        | 6-4, 6-3                |
| Philadelphie WCT | John Newcombe       | Rod Laver      | 7-65, 7-61, 6-4         |                          |                                | Tournoi arrêté en QF    |
| Sydney           | Phil Dent           | John Alexander | 6-3, 6-4, 6-4           | Phil Dent John Alexander | Mal Anderson Alex Metreveli    | 6-7, 2-6, 6-3, 7-6, 7-6 |

| Tournoi          | Vainqueur en simple | Finaliste       | Score              | Vainqueurs en double          | Finalistes                 | Score                              |
| Johannesburg     | Cliff Richey        | Manuel Orantes  | 6-4, 7-5, 3-6, 6-4 |                               |                            |                                    |
| Los Angeles WCT  | Stan Smith          | Roscoe Tanner   | 6-4, 6-4           | Jimmy Connors Pancho Gonzales |                            |                                    |
| Monte-Carlo      | Ilie Năstase        | František Pala  | 6-1, 6-0, 6-3      | Patrice Beust Daniel Contet   | Jiří Hřebec František Pala | 3-6, 6-1, 12-10, 6-2               |
| Rome             | Manuel Orantes      | Jan Kodeš       | 4-6, 6-1, 7-5, 6-2 | Ilie Năstase Ion Ţiriac       | Lew Hoad Frew McMillan     | 3-6, 3-6, 6-4, 6-3, 5-3, (abandon) |
| Montreal         | Ilie Năstase        | Andrew Pattison | 6-4, 6-3           | Ilie Năstase Ion Ţiriac       | Jan Kodeš Jan Kukal        | 7-6, 6-3                           |
| Boston WCT       | Robert Lutz         | Tom Okker       | 6-4, 2-6, 6-4, 6-4 |                               |                            |                                    |
| Stockholm        | Stan Smith          | Tom Okker       | 6-4, 6-3           | Tom Okker Marty Riessen       | Roy Emerson Colin Dibley   | 6-3, 6-2                           |
| Philadelphie WCT | Rod Laver           | Ken Rosewall    | 4-6, 6-2, 6-2, 6-2 | Arthur Ashe Robert Lutz       | John Newcombe Tony Roche   | 6-3, 6-7, 6-3                      |
| Las Vegas        | John Newcombe       | Cliff Drysdale  | 6-3, 6-4           | Roy Emerson Rod Laver         | John Newcombe Tony Roche   | forfait                            |

| Tournoi          | Vainqueur en simple | Finaliste      | Score                   | Vainqueurs en double          | Finalistes                     | Score              |
| Johannesburg     | Jimmy Connors       | Arthur Ashe    | 6-4, 7-6, 6-3           | Arthur Ashe Tom Okker         | Lew Hoad Bob Maud              | 6-2, 4-6, 6-2, 6-4 |
| Los Angeles      | Jimmy Connors       | Tom Okker      | 7-5, 7-6                | Jan Kodeš Vladimír Zedník     | Jimmy Connors Ilie Năstase     | 6-2, 6-4           |
| Monte-Carlo      | Ilie Năstase        | Björn Borg     | 6-4, 6-1, 6-2           | Juan Gisbert Ilie Năstase     | Georges Goven Patrick Proisy   | 6-2, 6-2, 6-2      |
| Rome             | Ilie Năstase        | Manuel Orantes | 6-1, 6-1, 6-1           | John Newcombe Tom Okker       | Ross Case Geoff Masters        | 6-2, 6-3, 6-4      |
| Toronto          | Tom Okker           | Manuel Orantes | 6-3, 6-2, 6-1           | Rod Laver Ken Rosewall        | Owen Davidson John Newcombe    | 7-5, 7-6           |
| Boston           | Jimmy Connors       | Arthur Ashe    | 6-3, 4-6, 6-4, 3-6, 6-2 | Stan Smith Erik Van Dillen    | Ismail El Shafei Marty Riessen |                    |
| Stockholm        | Tom Gorman          | Björn Borg     | 6-3, 4-6, 7-6           | Jimmy Connors Ilie Năstase    | Bob Hewitt Frew McMillan       | 7-6, 7-5           |
| Philadelphie WCT | Stan Smith          | Robert Lutz    | 7-62, 7-65, 4-6, 6-4    | Brian Gottfried Dick Stockton | Roy Emerson Rod Laver          | 4-6, 6-3, 6-4      |
| Las Vegas        | Brian Gottfried     | Arthur Ashe    | 6-1, 6-3                | Brian Gottfried Dick Stockton | Ken Rosewall Fred Stolle       | 6-7, 6-4, 6-4      |

| Tournoi          | Vainqueur en simple | Finaliste      | Score              | Vainqueurs en double           | Finalistes                            | Score              |
| Johannesburg     | Jimmy Connors       | Arthur Ashe    | 7-6, 6-3, 6-1      | Bob Hewitt Frew McMillan       | Tom Okker Marty Riessen               | 7-6, 6-4, 6-3      |
| Indianapolis     | Jimmy Connors       | Björn Borg     | 5-7, 6-3, 6-4      | Robert Lutz Stan Smith         | Hans-Jürgen Pohmann Marty Riessen     | 3-6, 6-4, 6-3      |
| Monte-Carlo WCT  | Andrew Pattison     | Ilie Năstase   | 5-7, 6-3, 6-4      | John Alexander Phil Dent       | Manuel Orantes Tony Roche             | 7-6, 4-6, 7-6, 6-3 |
| Rome             | Björn Borg          | Ilie Năstase   | 6-3, 6-4, 6-2      | Brian Gottfried Raúl Ramírez   | Juan Gisbert Ilie Năstase             | 6-3, 6-2, 6-3      |
| Toronto          | Guillermo Vilas     | Manuel Orantes | 6-4, 6-2, 6-3      | Manuel Orantes Guillermo Vilas | Jürgen Fassbender Hans-Jürgen Pohmann | 6-1, 2-6, 6-2      |
| Boston           | Björn Borg          | Tom Okker      | 7-6, 6-1, 6-1      | Robert Lutz Stan Smith         | Hans-Jürgen Pohmann Marty Riessen     | 3-6, 6-4, 6-3      |
| Stockholm        | Arthur Ashe         | Tom Okker      | 6-2, 6-2           | Tom Okker Marty Riessen        | Bob Hewitt Frew McMillan              | 2-6, 6-3, 6-4      |
| Philadelphie WCT | Rod Laver           | Arthur Ashe    | 6-1, 6-4, 3-6, 6-4 | Pat Cramer Mike Estep          | Jean-Baptiste Chanfreau Georges Goven | 6-1, 6-1           |
| Las Vegas        | Rod Laver           | Marty Riessen  | 6-2, 6-2           | Roy Emerson Rod Laver          | Frew McMillan John Newcombe           | 6-7, 6-4, 6-4      |

| Tournoi          | Vainqueur en simple | Finaliste        | Score                     | Vainqueurs en double         | Finalistes                       | Score              |
| Washington       | Guillermo Vilas     | Harold Solomon   | 6-1, 6-3                  | Robert Lutz Stan Smith       | Brian Gottfried Raúl Ramírez     | 7-5, 2-6, 6-1      |
| Indianapolis     | Manuel Orantes      | Arthur Ashe      | 6-2, 6-2                  | Juan Gisbert Manuel Orantes  | Wojtek Fibak Hans-Jürgen Pohmann | 7-5, 6-0           |
| Monte-Carlo WCT  | Manuel Orantes      | Bob Hewitt       | 6-2, 6-4                  | Bob Hewitt Frew McMillan     | Arthur Ashe Tom Okker            | 6-3, 6-2           |
| Rome             | Raúl Ramírez        | Manuel Orantes   | 7-6, 7-5, 7-5             | Brian Gottfried Raúl Ramírez | Jimmy Connors Ilie Năstase       | 6-4, 7-6, 2-6, 6-1 |
| Toronto          | Manuel Orantes      | Ilie Năstase     | 7-6, 6-0, 6-1             | Cliff Drysdale Raymond Moore | Jan Kodeš Ilie Năstase           | 6-4, 5-7, 7-6      |
| Boston           | Björn Borg          | Guillermo Vilas  | 6-3, 6-4, 6-2             | Brian Gottfried Raúl Ramírez | John Andrews Mike Estep          | 4-6, 6-3, 7-6      |
| Stockholm        | Adriano Panatta     | Jimmy Connors    | 6-4, 6-3                  | Bob Hewitt Frew McMillan     | Charlie Pasarell Roscoe Tanner   | 3-6, 6-3, 6-4      |
| Philadelphie WCT | Marty Riessen       | Vitas Gerulaitis | 7-61, 5-7, 6-2, 6o-7, 6-3 | Brian Gottfried Raúl Ramírez | Dick Stockton Erik Van Dillen    | 5-7, 7-6, 6-4      |
| Las Vegas        | Roscoe Tanner       | Ross Case        | 5-7, 7-5, 7-6             | John Alexander Phil Dent     | Bob Carmichael Cliff Drysdale    | 6-1, 6-4           |

| Tournoi          | Vainqueur en simple | Finaliste       | Score              | Vainqueurs en double         | Finalistes                   | Score                   |
| Washington       | Jimmy Connors       | Raúl Ramírez    | 6-2, 6-4           | Brian Gottfried Raúl Ramírez | Arthur Ashe Jimmy Connors    | 6-3, 6-3                |
| Indianapolis     | Jimmy Connors       | Wojtek Fibak    | 6-2, 6-4           | Brian Gottfried Raúl Ramírez | Fred McNair Sherwood Stewart | 6-2, 6-2                |
| Monte-Carlo WCT  | Guillermo Vilas     | Wojtek Fibak    | 6-1, 6-1, 6-4      | Wojtek Fibak Karl Meiler     | Björn Borg Guillermo Vilas   | 7-6, 6-1                |
| Rome             | Adriano Panatta     | Guillermo Vilas | 2-6, 7-6, 6-2, 7-6 | Brian Gottfried Raúl Ramírez | Geoff Masters John Newcombe  | 7-6, 5-7, 6-3, 3-6, 6-3 |
| Londres          | Jimmy Connors       | Roscoe Tanner   | 3-6, 7-6, 6-4      | Roscoe Tanner Stan Smith     | Wojtek Fibak Brian Gottfried | 7-6, 6-3                |
| Boston           | Björn Borg          | Harold Solomon  | 6-7, 6-4, 6-1, 6-2 | Ray Ruffels Allan Stone      | Mike Cahill John Whitlinger  | 3-6, 6-3, 7-6           |
| Stockholm        | Mark Cox            | Manuel Orantes  | 4-6, 7-5, 7-6      | Bob Hewitt Frew McMillan     | Tom Okker Marty Riessen      | 6-4, 4-6, 6-4           |
| Philadelphie WCT | Jimmy Connors       | Björn Borg      | 7-65, 6-4, 6-0     | Rod Laver 'Dennis Ralston    | Bob Hewitt Frew McMillan     | 6-3, 5-7, 7-65          |
| Las Vegas        | Jimmy Connors       | Ken Rosewall    | 6-1, 6-3           | Arthur Ashe Charlie Pasarell | Robert Lutz Stan Smith       | 6-4, 6-2                |

| Tournoi          | Vainqueur en simple | Finaliste          | Score                   | Vainqueurs en double          | Finalistes                   | Score         |
| Washington       | Guillermo Vilas     | Brian Gottfried    | 6-4, 7-5                | John Alexander Phil Dent      | Fred McNair Sherwood Stewart | 7-5, 7-5      |
| Indianapolis     | Manuel Orantes      | Jimmy Connors      | 6-1, 6-3                | Patricio Cornejo Jaime Fillol | Dick Crealy Cliff Letcher    | 6-7, 6-4, 6-3 |
| Monte-Carlo WCT  | Björn Borg          | Corrado Barazzutti | 6-3, 7-5, 6-0           | François Jauffret Jan Kodeš   | Wojtek Fibak Tom Okker       | 2-6, 6-3, 6-2 |
| Rome             | Vitas Gerulaitis    | Antonio Zugarelli  | 6-2, 7-6, 3-6, 7-6      | Brian Gottfried Raúl Ramírez  | Fred McNair Sherwood Stewart | 6-7, 7-6, 7-5 |
| Londres          | Björn Borg          | John Lloyd         | 6-4, 6-4, 6-3           | Frew McMillan Sandy Mayer     | Brian Gottfried Raúl Ramírez | 6-3, 7-6      |
| Boston           | Manuel Orantes      | Eddie Dibbs        | 7-6, 7-5, 6-4           | Robert Lutz Stan Smith        | Brian Gottfried Bob Hewitt   | 6-3, 6-4      |
| Stockholm        | Sandy Mayer         | Raymond Moore      | 6-2, 6-4                | Tom Okker Wojtek Fibak        | Brian Gottfried Raúl Ramírez | 6-3, 6-3      |
| Philadelphie WCT | Dick Stockton       | Jimmy Connors      | 3-6, 6-4, 3-6, 6-1, 6-2 | Bob Hewitt Frew McMillan      | Wojtek Fibak Tom Okker       | 7-5, 6-3      |
| Las Vegas        | Jimmy Connors       | Raúl Ramírez       | 6-4, 5-7, 6-2           | Robert Lutz Stan Smith        | Bob Hewitt Raúl Ramírez      | 6-3, 3-6, 6-4 |

| Tournoi      | Vainqueur en simple | Finaliste          | Score                   | Vainqueurs en double       | Finalistes                       | Score         |
| Hambourg     | Guillermo Vilas     | Wojtek Fibak       | 6-2, 6-4, 6-2           | Wojtek Fibak Tom Okker     | Antonio Muñoz Víctor Pecci       | 6-2, 6-4      |
| Tokyo        | Björn Borg          | Brian Teacher      | 6-3, 6-4                | Ross Case Geoff Masters    | Pat Dupré Tom Gorman             | 6-3, 6-4      |
| Monte-Carlo  | Raúl Ramírez        | Tomáš Šmíd         | 6-3, 6-3, 6-4           | Peter Fleming Tomáš Šmíd   | Jaime Fillol Ilie Năstase        | 6-4, 7-5      |
| Rome         | Björn Borg          | Adriano Panatta    | 1-6, 6-3, 6-1, 4-6, 6-3 | Víctor Pecci Belus Prajoux | Jan Kodeš Tomáš Šmíd             | 6-7, 7-6, 6-1 |
| Montreal     | Eddie Dibbs         | José Luis Clerc    | 6-7, 6-4, 6-1           | Wojtek Fibak Tom Okker     | Colin Dowdeswell Heinz Günthardt | 6-3, 7-6      |
| Londres      | John McEnroe        | Tim Gullikson      | 6-7, 6-4, 7-6, 6-2      | Peter Fleming John McEnroe | Bob Hewitt Frew McMillan         | 7-6, 4-6, 6-4 |
| Stockholm    | John McEnroe        | Tim Gullikson      | 6-2, 6-2                | Tom Okker Wojtek Fibak     | Stan Smith Robert Lutz           | 6-3, 6-2      |
| Philadelphie | Jimmy Connors       | Roscoe Tanner      | 6-2, 6-4, 6-3           | Bob Hewitt Frew McMillan   | Vitas Gerulaitis Sandy Mayer     | 6-3, 6-4      |
| Las Vegas    | Harold Solomon      | Corrado Barazzutti | 6-1, 3-0, (abandon)     | Álvaro Fillol Jaime Fillol | Bob Hewitt Raúl Ramírez          | 6-3, 7-6      |

| Tournoi      | Vainqueur en simple | Finaliste        | Score                   | Vainqueurs en double           | Finalistes                   | Score         |
| Hambourg     | José Higueras       | Harold Solomon   | 3-6, 6-1, 6-4, 6-1      | Jan Kodeš Tomáš Šmíd           | Mark Edmondson John Marks    | 6-3, 6-1, 7-6 |
| Tokyo        | Björn Borg          | Jimmy Connors    | 6-2, 6-2                | Marty Riessen Sherwood Stewart | Mike Cahill Terry Moor       | 6-4, 7-6      |
| Monte-Carlo  | Björn Borg          | Vitas Gerulaitis | 6-2, 6-1, 6-3           | Ilie Năstase Raúl Ramírez      | Víctor Pecci Balázs Taróczy  | 6-3, 6-4      |
| Rome         | Vitas Gerulaitis    | Guillermo Vilas  | 6-7, 7-6, 6-7, 6-4, 6-2 | Peter Fleming Tomáš Šmíd       | José Luis Clerc Ilie Năstase | 4-6, 6-1, 7-5 |
| Toronto      | Björn Borg          | John McEnroe     | 6-3, 6-3                | Peter Fleming John McEnroe     | Heinz Günthardt Bob Hewitt   | 6-7, 7-6, 6-1 |
| Londres      | John McEnroe        | Harold Solomon   | 6-3, 6-4, 7-5           | John McEnroe Peter Fleming     | Tomáš Šmíd Stan Smith        | 6-3, 6-2      |
| Stockholm    | John McEnroe        | Gene Mayer       | 6-7, 6-3, 6-3           | John McEnroe Peter Fleming     | Tom Okker Wojtek Fibak       | 6-4, 6-4      |
| Philadelphie | Jimmy Connors       | Arthur Ashe      | 6-3, 6-4, 6-1           | Wojtek Fibak Tom Okker         | Peter Fleming John McEnroe   | 6-4, 6-3      |
| Las Vegas    | Björn Borg          | Jimmy Connors    | 6-3, 6-2                | Marty Riessen Sherwood Stewart | Adriano Panatta Raúl Ramírez | 4-6, 6-4, 7-6 |

| Tournoi      | Vainqueur en simple | Finaliste       | Score                   | Vainqueurs en double             | Finalistes                     | Score         |
| Tokyo        | Jimmy Connors       | Tim Gullikson   | 6-1, 6-2                | Victor Amaya Hank Pfister        | Marty Riessen Sherwood Stewart | 6-3, 3-6, 7-6 |
| Monte-Carlo  | Björn Borg          | Guillermo Vilas | 6-1, 6-0, 6-2           | Paolo Bertolucci Adriano Panatta | Vitas Gerulaitis John McEnroe  | 6-2, 5-7, 6-4 |
| Rome         | Guillermo Vilas     | Yannick Noah    | 6-0, 6-4, 6-4           | Mark Edmondson Kim Warwick       | Balázs Taróczy Eliot Teltscher | 7-6, 7-6      |
| Toronto      | Ivan Lendl          | Björn Borg      | 4-6, 5-4, (abandon)     | Bruce Manson Brian Teacher       | Heinz Günthardt Sandy Mayer    | 6-3, 3-6, 6-4 |
| Hambourg     | Harold Solomon      | Guillermo Vilas | 6-7, 6-2, 6-4, 2-6, 6-3 | Hans Gildemeister Andrés Gómez   | Reinhart Probst Max Wunschig   | 6-3, 6-4      |
| Londres      | John McEnroe        | Gene Mayer      | 6-4, 6-4, 6-3           | John McEnroe Peter Fleming       | Bill Scanlon Eliot Teltscher   | 7-5, 6-3      |
| Stockholm    | Björn Borg          | John McEnroe    | 6-3, 6-4                | Heinz Günthardt Paul McNamee     | Stan Smith Robert Lutz         | 6-7, 6-3, 6-2 |
| Philadelphie | Jimmy Connors       | John McEnroe    | 6-3, 2-6, 6-3, 3-6, 6-4 | Peter Fleming John McEnroe       | Brian Gottfried Raúl Ramírez   | 7-6, 4-6, 6-3 |
| Las Vegas    | Björn Borg          | Harold Solomon  | 6-3, 6-1                | Robert Lutz Stan Smith           | Wojtek Fibak Gene Mayer        | 6-2, 7-5      |

| Tournoi      | Vainqueur en simple | Finaliste                     | Score                              | Vainqueurs en double             | Finalistes                     | Score         |
| Tokyo        | Vincent Van Patten  | Mark Edmondson                | 6-2, 3-6, 6-3                      | Victor Amaya Hank Pfister        | Heinz Günthardt Balázs Taróczy | 6-4, 6-2      |
| Monte-Carlo  | Pas de vainqueur    | Jimmy Connors Guillermo Vilas | 5-5 rencontre non terminée (pluie) | Heinz Günthardt Markus Günthardt | Pavel Složil Tomáš Šmíd        | 6-3, 6-3      |
| Rome         | José Luis Clerc     | Víctor Pecci                  | 6-3, 6-4, 6-0                      | Hans Gildemeister Andrés Gómez   | Bruce Manson Tomáš Šmíd        | 7-5, 6-2      |
| Montreal     | Ivan Lendl          | Eliot Teltscher               | 6-3, 6-2                           | Raúl Ramírez Ferdi Taygan        | Peter Fleming John McEnroe     | 2-6, 7-6, 6-4 |
| Cincinnati   | John McEnroe        | Chris Lewis                   | 6-3, 6-4                           | John McEnroe Ferdi Taygan        | Robert Lutz Stan Smith         | 7-6, 6-3      |
| Hambourg     | Peter McNamara      | Jimmy Connors                 | 7-6, 6-1, 4-6, 6-4                 | Hans Gildemeister Andrés Gómez   | Peter McNamara Paul McNamee    | 6-4, 3-6, 6-4 |
| Londres      | Jimmy Connors       | John McEnroe                  | 3-6, 2-6, 6-3, 6-4, 6-2            | Ferdi Taygan Sherwood Stewart    | John McEnroe Peter Fleming     | 7-5, 6-7, 6-4 |
| Philadelphie | Roscoe Tanner       | Wojtek Fibak                  | 6-2, 7-6, 7-5                      | Marty Riessen Sherwood Stewart   | Brian Gottfried Raúl Ramírez   | 6-4, 6-4      |
| Las Vegas    | Ivan Lendl          | Harold Solomon                | 6-4, 6-2                           | Peter Fleming John McEnroe       | Tracy Delatte Trey Waltke      | 6-3, 7-6      |

| Tournoi          | Vainqueur en simple | Finaliste       | Score                   | Vainqueurs en double           | Finalistes                      | Score         |
| Tokyo            | John McEnroe        | Peter McNamara  | 7-6, 7-5                | Tim Gullikson Tom Gullikson    | John McEnroe Peter Rennert      | 6-4, 3-6, 7-6 |
| Monte-Carlo      | Guillermo Vilas     | Ivan Lendl      | 6-1, 7-6, 6-3           | Peter McNamara Paul McNamee    | Mark Edmondson Sherwood Stewart | 6-7, 7-6, 6-3 |
| Rome             | Andrés Gómez        | Eliot Teltscher | 6-2, 6-3, 6-2           | Heinz Günthardt Balázs Taróczy | Wojtek Fibak John Fitzgerald    | 6-4, 4-6, 6-3 |
| Toronto          | Vitas Gerulaitis    | Ivan Lendl      | 4-6, 6-1, 6-3           | Steve Denton Mark Edmondson    | Peter Fleming John McEnroe      | 6-7, 7-5, 6-2 |
| Cincinnati       | Ivan Lendl          | Steve Denton    | 6-2, 7-6                | Peter Fleming John McEnroe     | Steve Denton Mark Edmondson     | 6-2, 6-3      |
| Hambourg         | José Higueras       | Peter McNamara  | 4-6, 6-7, 7-6, 6-3, 7-6 | Pavel Složil Tomáš Šmíd        | Anders Järryd Hans Simonsson    | 6-4, 6-3      |
| Londres          | John McEnroe        | Brian Gottfried | 6-3, 6-2, 6-4           | John McEnroe Peter Fleming     | Heinz Günthardt Tomáš Šmíd      | 7-6, 6-4      |
| Philadelphie     | John McEnroe        | Jimmy Connors   | 6-3, 6-3, 6-1           | Peter Fleming John McEnroe     | Sherwood Stewart Ferdi Taygan   | 7-6, 6-4      |
| Forest Hills WCT | Ivan Lendl          | Eddie Dibbs     | 6-1, 6-1                | Tracy Delatte Johan Kriek      | Dick Stockton Erik Van Dillen   | 6-4, 3-6, 6-3 |

| Tournoi          | Vainqueur en simple | Finaliste        | Score              | Vainqueurs en double            | Finalistes                     | Score         |
| Tokyo            | Ivan Lendl          | Scott Davis      | 3-6, 6-3, 6-4      | Mark Edmondson Sherwood Stewart | Steve Denton John Fitzgerald   | 6-1, 6-4      |
| Monte-Carlo      | Mats Wilander       | Mel Purcell      | 6-1, 6-2, 6-3      | Balázs Taróczy Heinz Günthardt  | Henri Leconte Yannick Noah     | 6-2, 6-4      |
| Rome             | Jimmy Arias         | José Higueras    | 6-2, 6-7, 6-1, 6-4 | Francisco González Víctor Pecci | Jan Gunnarsson Mike Leach      | 6-2, 6-7, 6-4 |
| Montreal         | Ivan Lendl          | Anders Järryd    | 6-2, 6-2           | Sandy Mayer Ferdi Taygan        | Tim Gullikson Tom Gullikson    | 6-3, 6-4      |
| Cincinnati       | Mats Wilander       | John McEnroe     | 6-4, 6-4           | Victor Amaya Tim Gullikson      | Carlos Kirmayr Cassio Motta    | 6-4, 6-3      |
| Hambourg         | Yannick Noah        | José Higueras    | 3-6, 7-5, 6-2, 6-0 | Heinz Günthardt Balázs Taróczy  | Mark Edmondson Brian Gottfried | 6-1, 6-0      |
| Londres          | John McEnroe        | Jimmy Connors    | 7-5, 6-2, 6-1      | John McEnroe Peter Fleming      | Steve Denton Sherwood Stewart  | 6-3, 6-4      |
| Philadelphie     | John McEnroe        | Ivan Lendl       | 4-6, 7-6, 6-4, 6-3 | Kevin Curren Steve Denton       | Peter Fleming John McEnroe     | 4-6, 7-6, 7-6 |
| Forest Hills WCT | John McEnroe        | Vitas Gerulaitis | 6-3, 7-5           | Tracy Delatte Johan Kriek       | Kevin Curren Steve Denton      | 6-7, 7-5, 6-3 |

| Tournoi          | Vainqueur en simple | Finaliste        | Score                   | Vainqueurs en double              | Finalistes                      | Score         |
| Tokyo            | Jimmy Connors       | Ivan Lendl       | 6-4, 3-6, 6-0           | Tony Giammalva Sammy Giammalva Jr | Mark Edmondson Sherwood Stewart | 7-6, 6-4      |
| Monte-Carlo      | Henrik Sundström    | Mats Wilander    | 6-3, 7-5, 6-2           | Mark Edmondson Sherwood Stewart   | Jan Gunnarsson Mats Wilander    | 6-2, 6-1      |
| Rome             | Andrés Gómez        | Aaron Krickstein | 2-6, 6-1, 6-2, 6-2      | Ken Flach Robert Seguso           | John Alexander Mike Leach       | 3-6, 6-3, 6-4 |
| Toronto          | John McEnroe        | Vitas Gerulaitis | 6-0, 6-3                | Peter Fleming John McEnroe        | John Fitzgerald Kim Warwick     | 6-4, 6-2      |
| Cincinnati       | Mats Wilander       | Anders Järryd    | 7-6, 6-3                | Francisco González Matt Mitchell  | Sandy Mayer Balázs Taróczy      | 4-6, 6-3, 7-6 |
| Hambourg         | Juan Aguilera       | Henrik Sundström | 6-4, 2-6, 2-6, 6-4, 6-4 | Stefan Edberg Anders Järryd       | Heinz Günthardt Balázs Taróczy  | 6-4, 6-3      |
| Stockholm        | John McEnroe        | Mats Wilander    | 6-2, 3-6, 6-2           | Henri Leconte Tomáš Šmíd          | Vijay Amritraj Ilie Năstase     | 7-5, 7-5      |
| Philadelphie     | John McEnroe        | Ivan Lendl       | 6-3, 3-6, 6-3, 7-6      | Peter Fleming John McEnroe        | Henri Leconte Yannick Noah      | 6-2, 6-3      |
| Forest Hills WCT | John McEnroe        | Ivan Lendl       | 6-4, 6-2                | David Dowlen Nduka Odizor         | Ernie Fernandez David Pate      | 7-6, 7-5      |

| Tournoi          | Vainqueur en simple | Finaliste        | Score              | Vainqueurs en double           | Finalistes                       | Score         |
| Stockholm        | John McEnroe        | Anders Järryd    | 6-1, 6-2           | Guy Forget Andrés Gómez        | Mike De Palmer Gary Donnelly     | 6-3, 6-4      |
| Tokyo            | Ivan Lendl          | Mats Wilander    | 6-0, 6-4           | Ken Flach Robert Seguso        | Scott Davis David Pate           | 4-6, 6-3, 7-6 |
| Monte-Carlo      | Ivan Lendl          | Mats Wilander    | 6-1, 6-3, 4-6, 6-4 | Pavel Složil Tomáš Šmíd        | Shlomo Glickstein Shahar Perkiss | 6-2, 6-3      |
| Rome             | Yannick Noah        | Miloslav Mečíř   | 6-4, 3-6, 6-2, 7-6 | Anders Järryd Mats Wilander    | Ken Flach Robert Seguso          | 4-6, 6-3, 6-2 |
| Montreal         | John McEnroe        | Ivan Lendl       | 7-5, 6-3           | Ken Flach Robert Seguso        | Stefan Edberg Anders Järryd      | 7-5, 7-6      |
| Cincinnati       | Boris Becker        | Mats Wilander    | 6-4, 6-2           | Stefan Edberg Anders Järryd    | Joakim Nyström Mats Wilander     | 4-6, 6-2, 6-3 |
| Hambourg         | Miloslav Mečíř      | Henrik Sundström | 6-4, 6-1, 6-4      | Hans Gildemeister Andrés Gómez | Heinz Günthardt Balázs Taróczy   | 6-4, 6-3      |
| Philadelphie     | John McEnroe        | Miloslav Mečíř   | 6-3, 7-6, 6-1      | Joakim Nyström Mats Wilander   | Wojtek Fibak Sandy Mayer         | 7-6, 7-6      |
| Forest Hills WCT | Ivan Lendl          | John McEnroe     | 6-3, 6-3           | Ken Flach Robert Seguso        | Givaldo Barbosa Ivan Kley        | 7-5, 6-2      |

| Tournoi      | Vainqueur en simple | Finaliste      | Score              | Vainqueurs en double            | Finalistes                        | Score         |
| Miami        | Ivan Lendl          | Mats Wilander  | 3-6, 6-1, 7-6, 6-4 | Brad Gilbert Vincent Van Patten | Stefan Edberg Anders Järryd       | Forfait       |
| Tokyo        | Boris Becker        | Stefan Edberg  | 7-6, 6-1           | Gary Donnelly Mike De Palmer    | Andrés Gómez Ivan Lendl           | 6-3, 7-5      |
| Monte-Carlo  | Joakim Nyström      | Yannick Noah   | 6-3, 6-2           | Guy Forget Yannick Noah         | Joakim Nyström Mats Wilander      | 6-4, 3-6, 6-4 |
| Rome         | Ivan Lendl          | Emilio Sánchez | 7-5, 4-6, 6-1, 6-1 | Guy Forget Yannick Noah         | Mark Edmondson Sherwood Stewart   | 7-6, 6-2      |
| Toronto      | Boris Becker        | Stefan Edberg  | 6-4, 3-6, 6-3      | Chip Hooper Mike Leach          | Boris Becker Slobodan Živojinović | 6-7, 6-3, 6-3 |
| Cincinnati   | Mats Wilander       | Jimmy Connors  | 6-4, 6-1           | Mark Kratzmann Kim Warwick      | Christo Steyn Danie Visser        | 6-3, 6-4.     |
| Hambourg     | Henri Leconte       | Miloslav Mečíř | 6-2, 5-7, 6-4, 6-2 | Emilio Sánchez Sergio Casal     | Boris Becker Eric Jelen           | 6-1, 7-5      |
| Philadelphie | Ivan Lendl          | Tim Mayotte    | Forfait            | Scott Davis David Pate          | Stefan Edberg Anders Järryd       | 6-4, 6-7, 6-3 |
| Stockholm    | Stefan Edberg       | Mats Wilander  | 6-2, 6-1, 6-1      | Sherwood Stewart Kim Warwick    | Pat Cash Slobodan Živojinović     | 4-6, 6-1, 7-5 |

| Tournoi      | Vainqueur en simple | Finaliste      | Score              | Vainqueurs en double               | Finalistes                        | Score         |
| Miami        | Miloslav Mečíř      | Ivan Lendl     | 7-5, 6-2, 7-5      | Paul Annacone Christo van Rensburg | Ken Flach Robert Seguso           | 6-2, 6-4, 6-4 |
| Tokyo        | Stefan Edberg       | Ivan Lendl     | 6-7, 6-4, 6-4      | Broderick Dyke Tom Nijssen         | Sammy Giammalva Jr Jim Grabb      | 6-3, 6-2      |
| Monte-Carlo  | Mats Wilander       | Jimmy Arias    | 4-6, 7-5, 6-1, 6-3 | Hans Gildemeister Andrés Gómez     | Mansour Bahrami Michael Mortensen | 6-2, 6-4      |
| Rome         | Mats Wilander       | Martín Jaite   | 6-3, 6-4, 6-4      | Guy Forget Yannick Noah            | Miloslav Mečíř Tomáš Šmíd         | 6-2, 6-7, 6-3 |
| Montreal     | Ivan Lendl          | Stefan Edberg  | 6-4, 7-6           | Pat Cash Stefan Edberg             | Peter Doohan Laurie Warder        | 6-7, 6-3, 6-4 |
| Cincinnati   | Stefan Edberg       | Boris Becker   | 6-4, 6-1           | Ken Flach Robert Seguso            | John Fitzgerald Steve Denton      | 7-5, 6-3      |
| Hambourg     | Ivan Lendl          | Miloslav Mečíř | 6-1, 6-3, 6-3      | Miloslav Mečíř Tomáš Šmíd          | Claudio Mezzadri Jim Pugh         | 6-1, 6-2      |
| Indian Wells | Boris Becker        | Stefan Edberg  | 6-4, 6-4, 7-5      | Guy Forget Yannick Noah            | Boris Becker Eric Jelen           | 6-4, 7-6      |
| Stockholm    | Stefan Edberg       | Jonas Svensson | 7-5, 6-2, 4-6, 6-4 | Stefan Edberg Anders Järryd        | Jim Grabb Jim Pugh                | 6-2, 3-6, 6-1 |

| Tournoi      | Vainqueur en simple | Finaliste              | Score                   | Vainqueurs en double              | Finalistes                    | Score         |
| Miami        | Mats Wilander       | Jimmy Connors          | 6-4, 4-6, 6-4, 6-4      | John Fitzgerald Anders Järryd     | Ken Flach Robert Seguso       | 7-6, 6-1, 7-5 |
| Tokyo        | Boris Becker        | John Fitzgerald        | 7-6, 6-4                | Andrés Gómez Slobodan Živojinović | Boris Becker Eric Jelen       | 7-5, 5-7, 6-3 |
| Monte-Carlo  | Ivan Lendl          | Martín Jaite           | 5-7, 6-4, 7-5, 6-3      | Sergio Casal Emilio Sánchez       | Henri Leconte Ivan Lendl      | 6-1,6-3       |
| Rome         | Ivan Lendl          | Guillermo Pérez-Roldán | 2-6, 6-4, 6-2, 4-6, 6-4 | Jorge Lozano Todd Witsken         | Anders Järryd Tomáš Šmíd      | 6-3, 6-3      |
| Toronto      | Ivan Lendl          | Kevin Curren           | 7-6, 6-2                | Ken Flach Robert Seguso           | Andrew Castle Tim Wilkison    | 7-63, 6-3     |
| Cincinnati   | Mats Wilander       | Stefan Edberg          | 3-6, 7-6, 7-6           | Rick Leach Jim Pugh               | Jim Grabb Patrick McEnroe     | 6-2, 6-4      |
| Hambourg     | Kent Carlsson       | Henri Leconte          | 6-2, 6-1, 6-4           | Darren Cahill Laurie Warder       | Rick Leach Jim Pugh           | 6-0, 5-7, 6-4 |
| Indian Wells | Boris Becker        | Emilio Sánchez         | 7-5, 6-4, 2-6, 6-4      | Boris Becker Guy Forget           | Jorge Lozano Todd Witsken     | 6-4, 6-4      |
| Stockholm    | Boris Becker        | Peter Lundgren         | 6-4, 6-1, 6-1           | Kevin Curren Jim Grabb            | Paul Annacone John Fitzgerald | 7-5, 7-5      |

| Tournoi      | Vainqueur en simple | Finaliste         | Score                   | Vainqueurs en double          | Finalistes                     | Score          |
| Miami        | Ivan Lendl          | Thomas Muster     | Forfait                 | Jakob Hlasek Anders Järryd    | Jim Grabb Patrick McEnroe      | 6-3, (abandon) |
| Montreal     | Ivan Lendl          | John McEnroe      | 6-1, 6-3                | Kelly Evernden Todd Witsken   | Charles Beckman Shelby Cannon  | 6-3, 6-3       |
| Monte-Carlo  | Alberto Mancini     | Boris Becker      | 7-5, 2-6, 7-5, 7-6      | Tomáš Šmíd Mark Woodforde     | Paolo Canè Diego Nargiso       | 1-6, 6-4, 6-2  |
| Rome         | Alberto Mancini     | Andre Agassi      | 6-3, 4-6, 2-6, 7-6, 6-1 | Jim Courier Pete Sampras      | Danilo Marcelino Mauro Menezes | 6-4, 6-3       |
| Stockholm    | Ivan Lendl          | Magnus Gustafsson | 7-5, 6-0, 6-3           | Jorge Lozano Todd Witsken     | Rick Leach Jim Pugh            | 6-3, 5-7, 6-3  |
| Cincinnati   | Brad Gilbert        | Stefan Edberg     | 6-4, 2-6, 7-6           | Ken Flach Robert Seguso       | Pieter Aldrich Danie Visser    | 6-4, 6-4       |
| Hambourg     | Ivan Lendl          | Horst Skoff       | 6-4, 6-1, 6-3           | Emilio Sánchez Javier Sánchez | Boris Becker Eric Jelen        | 6-4, 6-7, 7-6  |
| Indian Wells | Miloslav Mečíř      | Yannick Noah      | 3-6, 2-6, 6-1, 6-2, 6-3 | Boris Becker Jakob Hlasek     | Kevin Curren David Pate        | 3-6, 6-3, 6-4  |
| Paris Bercy  | Boris Becker        | Stefan Edberg     | 6-4, 6-3, 6-3           | John Fitzgerald Anders Järryd | Jakob Hlasek Éric Winogradsky  | 7-6, 6-4       |

### Records

#### Classement des meilleurs joueurs
- Faire glisser la souris sur le nombre d'années pour voir les années du 1er et dernier titre.
- Classement par total de titres

| #   | Joueur           | HA | IW | MI | MC | RO | WA | TO | CA | CI | LA | LO | PH | ST | IN | LV | FH | BO | PA | JO | SY | Titres | Période |
| --- | ---------------- | -- | -- | -- | -- | -- | -- | -- | -- | -- | -- | -- | -- | -- | -- | -- | -- | -- | -- | -- | -- | ------ | ------- |
| 1er | Ivan Lendl       | 2  | -  | 2  | 2  | 2  | -  | 2  | 6  | 1  | -  | 1  | 1  | -  | -  | 1  | 2  | -  | -  | -  | -  | 22     | 10 ans  |
| 2e  | John McEnroe     | -  | -  | -  | -  | -  | -  | 1  | 2  | 1  | -  | 5  | 4  | 4  | -  | -  | 2  | -  | -  | -  | -  | 19     | 8 ans   |
| 3   | Jimmy Connors    | -  | -  | -  | -  | -  | 1  | 2  | -  | -  | 1  | 2  | 4  | -  | 2  | 2  | -  | 1  | -  | 2  | -  | 17     | 12 ans  |
| 4   | Björn Borg       | -  | -  | -  | 3  | 2  | -  | 2  | 1  | -  | -  | 1  | -  | 1  | -  | 2  | -  | 3  | -  | -  | -  | 15     | 7 ans   |
| 5   | Rod Laver        | -  | -  | -  | -  | 1  | -  | -  | -  | -  | 1  | 1  | 3  | -  | -  | 1  | -  | -  | -  | 1  | 1  | 9      | 6 ans   |
| 6   | Boris Becker     | -  | 2  | -  | -  | -  | -  | 2  | 1  | 1  | -  | -  | -  | -  | 1  | -  | -  | -  | 1  | -  | -  | 8      | 5 ans   |
| 6   | Mats Wilander    | -  | -  | 1  | 2  | 1  | -  | -  | -  | 4  | -  | -  | -  | -  | -  | -  | -  | -  | -  | -  | -  | 8      | 6 ans   |
| 6   | Ilie Năstase     | -  | -  | -  | 3  | 2  | -  | -  | 1  | -  | -  | 1  | -  | -  | 1  | -  | -  | -  | -  | -  | -  | 8      | 4 ans   |
| 6   | Guillermo Vilas  | 1  | -  | -  | 3  | 1  | 2  | -  | 1  | -  | -  | -  | -  | -  | -  | -  | -  | -  | -  | -  | -  | 8      | 9 ans   |
| 7   | Manuel Orantes   | -  | -  | -  | 1  | 1  | -  | -  | 1  | -  | 2  | -  | -  | -  | -  | -  | -  | 1  | -  | -  | -  | 6      | 6 ans   |
| 8   | Stefan Edberg    | -  | -  | -  | -  | -  | -  | 1  | -  | 1  | -  | -  | -  | 2  | -  | -  | -  | -  | -  | -  | -  | 4      | 2 ans   |
| 8   | Stan Smith       | -  | -  | -  | -  | -  | -  | -  | -  | -  | 1  | -  | 1  | 2  | -  | -  | -  | -  | -  | -  | -  | 4      | 4 ans   |
| 9   | Miloslav Mečíř   | 1  | 1  | 1  | -  | -  | -  | -  | -  | -  | -  | -  | -  | -  | -  | -  | -  | -  | -  | -  | -  | 3      | 5 ans   |
| 10  | Ken Rosewall     | -  | -  | -  | -  | -  | -  | -  | -  | -  | -  | -  | -  | -  | -  | -  | -  | 1  | -  | 1  | -  | 2      | 1 an    |
| 10  | Roscoe Tanner    | -  | -  | -  | -  | -  | -  | -  | -  | -  | -  | -  | -  | 1  | -  | -  | 1  | -  | -  | -  | -  | 2      | 7 ans   |
| 10  | Vitas Gerulaitis | -  | -  | -  | -  | 1  | -  | -  | 1  | -  | -  | -  | -  | -  | -  | -  | -  | -  | -  | -  | -  | 2      | 4 ans   |
| 10  | Alberto Mancini  | -  | -  | -  | 1  | 1  | -  | -  | -  | -  | -  | -  | -  | -  | -  | -  | -  | -  | -  | -  | -  | 2      | 1 an    |
| 10  | Yannick Noah     | 1  | -  | -  | -  | 1  | -  | -  | -  | -  | -  | -  | -  | -  | -  | -  | -  | -  | -  | -  | -  | 2      | 3 ans   |
| 10  | Raúl Ramírez     | -  | -  | -  | 1  | 1  | -  | -  | -  | -  | -  | -  | -  | -  | -  | -  | -  | -  | -  | -  | -  | 2      | 4 ans   |
| 10  | Harold Solomon   | 1  | -  | -  | -  | -  | -  | -  | -  | -  | -  | -  | -  | -  | -  | -  | 1  | -  | -  | -  | -  | 2      | 3 ans   |
| 10  | Arthur Ashe      | -  | -  | -  | -  | -  | -  | -  | -  | -  | -  | -  | -  | -  | 2  | -  | -  | -  | -  | -  | -  | 2      | 4 ans   |
| 10  | John Newcombe    | -  | -  | -  | -  | -  | -  | -  | -  | -  | -  | -  | -  | 1  | -  | -  | 1  | -  | -  | -  | -  | 2      | 2 ans   |
| 10  | José Higueras    | 2  | -  | -  | -  | -  | -  | -  | -  | -  | -  | -  | -  | -  | -  | -  | -  | -  | -  | -  | -  | 2      | 4 ans   |

HA = Hambourg, IW = Indian Wells, MI = Miami, MC = Monté-Carlo, RO = Rome, WA = Washington, TO = Tokyo, CA = Canada (Toronto/Montréal), CI = Cincinnati, LA = Los Angeles, LO = Londres, PH = Philadelphie, ST = Stockholm, IN = Indianapolis, LV = Las Vegas, FH = Forest Hills, BO = Boston, PA = Paris, JO = Johannesburg, SY = Sydney.

#### Titres par Tournoi
- Indian Wells : 2  Boris Becker (1987 et 1988).
- Las Vegas : 2  Jimmy Connors (1976 et 1977) et  Björn Borg (1979 et 1980).
- Forest Hills : 2  John McEnroe (1983 et 1984) et  Ivan Lendl (1982 et 1985).
- Miami : 2  Ivan Lendl (1986 et 1989).
- Canada : 6  Ivan Lendl (1980, 1981, 1983, 1987 à 1989).
- Cincinnati : 4  Mats Wilander (1983, 1984, 1986 et 1988).
- Johannesburg : 2  Jimmy Connors (1973 et 1974).
- Philadelphie : 4  Jimmy Connors (1976, 1978 à 1980),  John McEnroe (1982 à 1985).
- Tokyo : 2  Björn Borg (1978 et 1979),  Jimmy Connors (1980 et 1984),  Ivan Lendl (1983 et 1985) et  Boris Becker (1986 et 1987).
- Londres : 5  John McEnroe (1978 à 1980, 1981 et 1982).
- Stockholm : 4  John McEnroe (1978, 1979, 1984 et 1985).
- Rome : 2  Ilie Năstase (1970 et 1973),  Björn Borg (1974 et 1978) et  Ivan Lendl (1986 et 1988).
- Monté-Carlo : 3  Ilie Năstase (1971 à 1973),  Björn Borg (1977, 1979 et 1980) et  Guillermo Vilas (1976, 1981 et 1982).
- Boston : 3  Björn Borg (1974 à 1976).
- Indianapolis  3  Jimmy Connors  (1974, 1976 et 1978).
- Washington : 2  Guillermo Vilas (1975 et 1977).
- Hambourg : 2  Ivan Lendl  (1987 et 1989).

### En Carrière
- Titres dans un même tournoi :  Ivan Lendl avec 6 au Masters du Canada.
- Joueurs ayant remporté au moins un tournoi GP Championship Series sur les 4 surfaces :  Rod Laver (Johannesburg 70, Sydney 70, Philadelphie 70, Rome 71) et  Jimmy Connors (Boston 73, Johannesburg 74, Indianapolis 74, Londres 74) .
- Rod Laver est lui l'unique joueur à avoir remporté un tournoi GP Championship Series sur les 4 continents (Johannesburg 70, Sydney 70, Philadelphie 70, Rome 71).
- Titres : 22  Ivan Lendl.
- Finales : 31  Ivan Lendl.
- Titres sur une saison : 5  Ivan Lendl (en 1989),  Jimmy Connors (en 1976) et  Rod Laver (en 1970).
- Finales sur une saison : 6  Rod Laver (en 1970).

## Liste des tournois
| Tournoi                           | Pays                 | Ville hôte              | Stade                                 | 1re édition | édition | Surface                           | Capacité du court central |
| Canadian Open                     | Canada               | Montréal / Toronto      | Stade Uniprix/Rexall Centre           | 1881        |         | Dur (extérieur)                   | 11 437 / 12 500           |
| South African Open                | Afrique du Sud       | Johannesburg            | Ellis Park Doornfontein               | 1891        | 1995    | Dur (extérieur)                   | 11 100                    |
| German Open Tennis Championships  | Allemagne de l'Ouest | Hambourg                | Am Rothenbaum                         | 1892        |         | Terre Battue (extérieur)          | 13 200                    |
| Monte-Carlo Open*                 | Monaco               | Roquebrune-Cap-Martin   | Monte-Carlo Country Club              | 1897        |         | Terre battue (extérieur)          | 9 000                     |
| Cincinnati Open                   | États-Unis           | Mason (Ohio)            | Lindner Family Tennis Center          | 1899        |         | Terre battue puis dur (extérieur) | 10 500                    |
| US Clay Court Championships       | États-Unis           | Indianapolis            | Various                               | 1910        |         | Terre battue (extérieur)          | 5 000                     |
| Dunlop Sydney Open                | Australie            | Sydney                  | White City Stadium                    | 1926        |         | Gazon (extérieur)                 | 25 578                    |
| US Pro Tennis Championships       | États-Unis           | Boston, Massachusetts   | Longwood Cricket Club                 | 1927        | 1999    | Dur (extérieur)                   | 10 300                    |
| Pacific South West Championships* | États-Unis           | Los Angeles             | UCLA                                  | 1927        | 2013    | Dur (extérieur)                   | 5 800                     |
| Italian Open                      | Italie               | Rome                    | Foro Italico                          | 1930        |         | Terre battue (extérieur)          | 10 500                    |
| Wembley pro                       | Royaume-Uni          | Édimbourg               | Wembley Arena                         | 1934        | 1990    | Dur (intérieur)                   | 12 500                    |
| Tournoi de tennis de Stockholm    | Suède                | Stockholm               | Kungliga tennishallen                 | 1968        |         | Dur (intérieur)                   | 5 000                     |
| Paris Open                        | France               | Paris                   | stade Pierre-de-Coubertin             | 1968        | 1982    | Moquette (intérieur)              | 4 000                     |
| US Pro Indoor*                    | États-Unis           | Philadelphie            | The Spectrum                          | 1968        | 1998    | Moquette (intérieur)              | 17 300                    |
| Legg Mason Tennis Classic         | États-Unis           | Washington (Columbia)   | William H.G. FitzGerald Tennis Center | 1969        |         | Terre battue (extérieur)          | 7 500                     |
| Alan King Tennis Classic          | États-Unis           | Las Vegas               | Caesars Palace                        | 1972        | 1985    | Dur (extérieur)                   | 8 000                     |
| Madrid                            | Espagne              | Madrid                  |                                       | 1972        | 1994    | Terre                             |                           |
| Tokyo Seiko Super Tennis Indoor   | Japon                | Tokyo                   | Tokyo Metropolitan Gymnasium          | 1973        | 1995    | Moquette (intérieur)              | 10 000                    |
| Tournament of Champions*          | États-Unis           | Forest Hills (New York) |                                       | 1977        | 1990    | Dur (extérieur)                   |                           |
| Lipton Players Championships      | États-Unis           | Miami                   | Tennis Center Crandon Park            | 1985        |         | Dur (extérieur)                   | 13 300                    |
| Paris-Bercy                       | France               | Paris                   | Palais omnisports de Paris-Bercy      | 1986        | 2024    | Dur (intérieur)                   | 14 000                    |
| Indian Wells Champions Cup        | États-Unis           | Indian Wells            | Indian Wells Tennis Garden            | 1987        |         | Dur (extérieur)                   | 16 100                    |

* Certains tournois ont fait partie du Circuit WCT :
- Philadelphie : de 1970 à 1977
- Boston : de 1971 à 1972
- Los Angeles : en 1972
- Monte-Carlo : de 1974 à 1977
- Forest Hills : de 1982 à 1985

### Dotations
Les performances dans les Championship Series rapportent des points pour le classement du circuit Grand Prix :
| Tour            | Points      | Points      |
| Tour            | 1970 à 1979 | 1980 à 1989 |
| Victoire        | 120         | 220         |
| Finale          | 80          | 180         |
| Demi-finale     | 40          | 100         |
| Quart de finale | 20          | 60          |
| 2e Tour         | 10          | 30          |
| 1er Tour        | 5           | 15          |